# Bwana
Bwana —término que en suajili significa «señor»— es una película española dirigida por Imanol Uribe.

## Argumento
Antonio (Andrés Pajares) y Dori (María Barranco) se van de vacaciones a la costa andaluza. Allí se topan con un inmigrante negro llamado Ombasi (Emilio Buale) que no sabe hablar español. Deben convivir con él porque pierden las llaves del coche. Una noche se encuentran con un grupo de skinheads que les harán la vida imposible.

## Reparto
- Andrés Pajares, como Antonio.
- María Barranco, como Dori.
- Emilio Buale, como Ombasi.
- Alejandro Martínez, como Iván.
- Andrea Granero, como Jessy.
- Miguel del Arco, como Román.
- Paul Berrondo, como Michael.
- César Vea, como Joaquín.
- José Quero, como Pepe.
- Rafael Yuste, como Rafa.
- Santiago Nang, como Yambo.
- Patricia López Schlichting, Uta.

## Rodaje
Rodada en el parque natural de Cabo de Gata, Níjar, Almería.